# 塔季揚娜·金
塔季揚娜·弗拉基米羅芙娜·金（羅馬化：Tatyana Vladimirovna Kim；1975年10月16日—），俄羅斯商人，為俄羅斯最大在線零售商野莓的創始人兼首席執行官，同時也是該國首位白手起家的女性億萬富翁。截至2024年7月，根據《福布斯》的估計，她的淨資產達到74億美元。

## 生平
塔季揚娜·金於1975年10月16日出生於高麗族家庭。她在莫斯科州完成學業後，畢業於科洛姆納國立師範學院。原本她計劃搬到莫斯科繼續攻讀設計，但由於1998年俄羅斯金融危機，不得不暫時放棄這一夢想，轉而回到教職，成為一名英語教師。
2000年代初，塔季揚娜遇見了她的未來丈夫——商人弗拉季斯拉夫·巴卡利丘克，Utech互聯網服務提供商的創始人。2004年，在迎來她的第一個孩子後，塔季揚娜創辦野莓，起初這家公司主要專注於轉售Otto和Quelle目錄中的服裝。
根據野莓的官方歷史記載，塔季揚娜創業時並沒有資金、經驗或相關專業教育的背景。然而，她的創業資金實際上來自她的丈夫弗拉季斯拉夫，據估計這筆資金達到數百萬美元。弗拉季斯拉夫在不久前將他的互聯網公司Utech以750萬美元的價格賣給天然氣工業銀行。
《The Bell》的消息來源指出，巴卡利丘克夫婦最初並不僅僅依靠Otto和Quelle的目錄銷售服裝。他們還在維希諾-朱萊比諾區的「炸藥」購物中心經營一家歐洲二手服裝的折扣店，這家店提供超過1000種款式的服裝，其中一些商品也透過網頁進行銷售。2003年，這家店的地址還曾出現在巴卡利丘克與法傑耶夫創辦的UT設計工作室製作的D-Luxe目錄聯繫方式中。儘管如此，野莓表示這家二手服裝店與公司無關。

### 家庭
2000年代初，塔季揚娜·金認識弗拉季斯拉夫·巴卡利丘克，並在一個半月後結為夫妻。他們共同育有7個孩子。2024年7月，弗拉季斯拉夫因野莓宣布與Russ Group合併而感到不滿，聲稱這對公司有害，並向車臣共和國首腦拉姆贊·卡德羅夫尋求協助；隨後，塔季揚娜提交離婚申請。同年9月，弗拉季斯拉夫因涉及謀殺案被捕，該案件源自他與其他武裝人員襲擊野莓莫斯科總部時發生的致命槍戰。
塔季揚娜有一個名叫瑪麗亞·安德烈耶娃的妹妹（原姓金），根據她的社交媒體顯示，瑪麗亞目前在野莓工作，她們還有一名20歲的妹妹阿爾比娜·崔。阿爾比娜將馬克西姆和娜傑日達·金列為她的親屬，他們也在野莓任職。
塔季揚娜的兄弟尤里·崔曾是Starprofi的首席執行官。他也是俄羅斯石油副總裁謝爾蓋·崔的侄子，謝爾蓋·崔曾擔任尤里·盧日科夫的新聞發言人。謝爾蓋的妻子安娜·金（藝名阿妮塔·崔）是俄羅斯歌星，據說與俄羅斯石油總裁伊戈爾·謝欽交情甚好。
2024年7月23日，塔季揚娜宣佈與丈夫開始展開離婚程序。2024年9月，塔季揚娜在她的Telegram頻道上宣佈已恢復婚前姓氏「金」。野莓新聞服務機構確認姓氏變更程序的啟動，並於同一天在塔季揚娜的博客上發佈日期為2024年10月5日的姓氏變更證書。

## 事業
到了2006年，野莓已在莫斯科州的米爾科沃設立辦公室，並擁有自己的快遞團隊、電話客服團隊以及IT支援小組。那時，公司開始銷售一些當地歐洲小品牌的服裝，以及知名品牌舊款系列的庫存商品。野莓是俄羅斯最早提供固定配送費率、免費試穿服務，並設立帶試衣間的提貨點的電商平台之一。到 2020年，野莓已經運營超過7000個提貨點。
在2014年至2016年的金融危機期間，野莓轉型為平台經營模式，與亞馬遜公司類似。該公司在2019冠狀病毒病大流行期間，由於線上訂單的激增，取得了巨大的收益。
2018年，塔季揚娜在塞浦路斯成立野莓控股有限公司。
塔季揚娜和弗拉季斯拉夫·巴卡利丘克是野莓的唯一持有人。根據《數據洞察》的報告，到2022年，野莓已成為俄羅斯最大的網絡零售商。2019年，公司估值達到10億美元，這讓塔季揚娜成為俄羅斯第二名女性億萬富翁；到2020年，她成為俄羅斯女首富，身價達到14億美元。《福布斯》美國版將她列為最值得注意的新晉億萬富翁之一。2021年，她的財富相比2020年增長了800%，達到130億美元。據說，傑尼斯·曼圖羅夫和米哈伊爾·米舒斯京都是野莓的支持者。
由曼圖羅夫領導的俄羅斯聯邦工業和貿易部在2020年起草一項法令，該法令提議補貼俄羅斯市場平台的物流費用，並要求受補貼的平台不得有外國股東。因此，當時只有野莓一家平台符合該條件。
此外，2020年，塔季揚娜收購標準信貸銀行，該銀行此前由薩姆維爾·卡拉佩蒂安的塔希爾控股所控制，並將其更名為野莓銀行。根據「Banki.ru」網站的資料，該銀行在2020年10月至11月期間的淨資產減少3140萬盧布，貸款組合則縮減2350萬盧布。根據「Bank Analysis」網站的數據，到了2022年初，標準信貸銀行超過65%的資產由貸款組成。一些媒體報導稱，這次銀行收購是為從負債累累的零售業務中提取現金。
從2021年到2022年，塔季揚娜還擔任俄羅斯外貿銀行監督委員會的成員，該銀行是完全親克里姆林宮的金融機構。2021年12月，她加入全俄人民陣線。
2021年，俄羅斯數字發展部將四個新類別（包括電子商務）添加到預裝應用程序的清單中，當時只有野莓符合這些標準。
2022年，俄羅斯聯邦工業和貿易部公開指控野莓在其平台上銷售假冒產品。
俄烏戰爭爆發後，據報導，塔季揚娜親自參與與俄羅斯聯邦反壟斷局的談判，討論如何使平行進口合法化（即在未經商標所有者授權的情況下進口商品）。
野莓的銷售額在2022年大幅增長，與2021年相比增長98%，達到1.669兆盧布，這相當於該年俄羅斯線上商務總銷售額的三分之一。
2023年4月，塔季揚娜宣佈，由於俄羅斯廣告中禁止使用外來詞，正在尋找一個新的俄文品牌名稱來取代野莓（Wildberries）。2022年，該平台曾作為營銷活動的一部分，將其網站名稱暫時改為Yagodki。

## 福布斯排名
塔季揚娜是俄羅斯女首富。她與葉蓮娜·巴圖琳娜是俄羅斯僅有的兩名女性億萬富翁。2021年12月，《福布斯》評選擁有99%野莓電子商務平台股份的塔季揚娜為全球億萬富翁中財富增長最迅速的領袖。她的業務在2021年增長了超過1000%。在2019年12月31日前，塔季揚娜是野莓的唯一持有人，但她後來將1%的股份轉讓給了丈夫弗拉季斯拉夫，使他們成為《福布斯俄羅斯》最富有家庭榜首，超越了羅滕貝格家族。專家指出，這次股份轉讓主要是技術性操作，因為根據俄羅斯法律，擁有單一所有者的公司無法成立100%的子公司。共同持有公司能使野莓以更簡便的方式成立子公司，促進企業結構的進一步發展。

## 制裁
2021年，烏克蘭政府對塔季揚娜與弗拉季斯拉夫·巴卡利丘克夫婦及其公司野莓實施制裁，理由是他們銷售俄羅斯軍服及反烏克蘭書籍。
在2022年俄羅斯入侵烏克蘭後，波蘭也將野莓和塔季揚娜列入其制裁名單，因為塔季揚娜與俄羅斯外貿銀行有密切關係。

## 備注
1. ↑  曾隨夫姓巴卡利丘克（羅馬化：Bakalʹchuk），又译作巴卡尔丘克

## 外部鏈結
- 塔季揚娜·巴卡利丘克（彭博個人資料）
- 塔季揚娜·巴卡利丘克 （页面存档备份，存于）（Telegram個人資料）